# Ursus 1414S
Ursus 1414 S – ciągnik rolniczy wyprodukowany przez Zakłady Przemysłu Ciągnikowego "Ursus" we współpracy z austriackim Steyr. Zaprezentowany po raz pierwszy przez Ośrodek Rozwoju Wyrobów ZPC Ursus na Międzynarodowych Targach Rolno-Przemysłowych w Poznaniu POLAGRA 94'.

## Dane techniczne[1]
Silnik:
- Typ: Valmet 620 DS
- Rodzaj: wysokoprężny, turbodoładowany
- Moc znamionowa - 99 kW (135 KM) przy 2300 obr./min
- Maksymalny moment obrotowy: 535 Nm przy 1500 obr./min
- Liczba cylindrów: 6
- Rodzaj wtrysku - bezpośredni
- Średnica cyl./skok tłoka: 108/120 mm
- Pojemność skokowa: 6594 cm³
- Stopień sprężania: 16,5
- Rodzaj chłodzenia: cieczą
- Filtr powietrza: suchy z zaworem do opróżniania pyłu, ze wskaźnikiem zanieczyszczenia

Układ napędowy:
- Sprzęgło główne - tarczowe mokre w skrzyni przekładniowej sterowane hydraulicznie
- Skrzynia przekładniowa - synchronizowana 6-biegowa z włączanym pod obciążeniem reduktorem 4 stopniowym i przekładnią nawrotną jedną dźwignią z elektrohydrauliczną zmiana przełożenia
- Liczba biegów przód/tył: 24/24 lub 16/16
- Blokada mech. różnicowego: sterowana elektrohydraulicznie
- Włączanie przedniego napędu: elektrohydraulicznie

Przedni most napędowy
- Blokada mech. różnicowego przedniego mostu - elektrohydrauliczna

Układ hydrauliczny
- Rodzaj: elektrohydrauliczne regulacja położenia EHR-D z tłumieniem drgań
- Wydatek pompy: 70 lub 80 l/min
- Ciśnienie robocze: 18,5 MPa
- Maksymalny Udźwig podnośnika: 6500 kg
- TUZ 3 (2) kategoria według ISO
- Dodatkowe rozdzielacze: 4

Ogumienie:
- Przód: 16,9 R 30
- Tył: 20,8 R 38

Rozstawy kół:
- Przód: 1850 mm
- Tył: 1904 mm

Wymiary:
- Długość bez/z obciążnikami - 4700/5080 mm
- Wysokość dachu kabiny / tłumika: 2920 / 2750 mm
- Szerokość: (1904 mm rozstaw kół tylnych)
- Rozstaw osi 2796 mm
- Prześwit 540 mm

Masy:
- Ciągnik gotowy do pracy bez dodatkowych mas obciążających z kabiną 5200 kg
- Ciągnik gotowy do pracy z obciążnikami przednimi: 6270 kg
- Woda w ogumieniu kół
  - przednich 2x260 kg
  - tylnych 2x506 kg

Pojemności:
- Zbiornik paliwa: 200 + 60 dm³
- Miska olejowa silnika: 21 dm³
- Skrzynia przekładniowa, tylny most, układ hydrauliczny, kierowniczy: 65 dm³
- Zwolnice tylne: 2 x 10 dm³
- Przedni most:
  - przekładnia główna: 6 dm³
  - zwolnice: 2 x 0,8 dm³
- Układ hamulcowy 0,4 dm³